# Sari-Solenzara
Sari-Solenzara (kors. Sari è Sulinzara) – miejscowość i gmina we Francji, w regionie Korsyka, w departamencie Korsyka Południowa.
Według danych na rok 1990 gminę zamieszkiwało 1178 osób, a gęstość zaludnienia wynosiła 16 osób/km².